# Dinumma placens
Dinumma placens là một loài bướm đêm trong họ Noctuidae.